# Мейфилд (Кентукки)
Мейфилд (англ.  Mayfield ) — город и административный центр округа Грейвс в штате Кентукки США.

## Описание
Находится в юго-западном Кентукки, примерно в 25 милях (40 км) к западу от озера Кентукки и в 25 милях к югу от города Падьюки. Мейфилд был заселён около 1820 года и назван в честь местного ручья, в который, согласно легенде, упал некий Джордж Мейфилд после того, как был смертельно ранен грабителями. Железная дорога Нового Орлеана и Огайо (теперь часть железной дороги Падьюки и Луисвилла) достигла города в 1854 году и ускорила развитие Мейфилда как центра рынка тёмнолистного табака, скота и зерна. Обширные местные месторождения комовой глины используются для керамики и фарфора, а также для других производств.

## Население
| 2010   | 2020    |
| ------ | ------- |
| 10 024 | ↘10 017 |